# Majdany (Mazovie)
Pour les articles homonymes, voir Majdany.
Majdany (prononciation : [mai̯ˈdanɨ]) est un village polonais de la gmina de Kozienice dans le powiat de Kozienice de la voïvodie de Mazovie dans le centre-est de la Pologne.
Il se situe à environ 6 kilomètres au nord-ouest de Kozienice (siège du powiat) et à 75 kilomètres au sud-est de Varsovie (capitale de la Pologne).

## Histoire
De 1975 à 1998, le village appartenait administrativement à la voïvodie de Radom.